# Comité Español de Representantes de Personas con Discapacidad
El Comité Español de Representantes de Personas con Discapacidad, también conocido como CERMI, es la plataforma de representación, defensa y acción de la ciudadanía española con discapacidad. El CERMI reúne a varias entidades de acción sectorial y plataformas autonómicas representantes de las personas con discapacidad, sumando a más de 7.000 asociaciones y entidades. Se calcula que representa a más de cuatro millones de mujeres y hombres con discapacidad, un 8,5 % de la población española.

## Historia
Los antecedentes del CERMI son el Real Patronato sobre Discapacidad, conocido entonces como Real Patronato de Educación y Atención al Deficiente y luego como Real Patronato de Atención a Personas con Minusvalía, y el Consejo Nacional de Representantes de Deficientes, organismo que nunca llegó a registrarse oficialmente. La creación de ambos organismos ocurría a finales de los años 70 y principios de los 80. A partir de 1982, se formó su primer Comité Ejecutivo oficioso. Durante varios años, representó ante el Gobierno a las personas con discapacidad sin registrarse como entidad. En 1993 se elaboraron sus primeros estatutos. El término «Cermilian» fue creado en referencia a este comité.
El CERMI se constituyó oficialmente en 1997. Las seis entidades fundadoras fueron la Confederación Española de Personas con Discapacidad Física (COCEMFE); la Confederación Española de Organizaciones a favor de las Personas con Discapacidad Intelectual (FEAPS, actual Plena Inclusión España); la Confederación Estatal de Personas Sordas (CNSE); la Confederación Española de Familias de Personas Sordas (FIAPAS); la Federación Española de Asociaciones de Atención a las Personas con Parálisis Cerebral (ASPACE) y la Organización Nacional de Ciegos Españoles (ONCE).
Además de aglutinar a multitud de organizaciones de la discapacidad, el CERMI ha generado nuevas organizaciones territoriales, conocidas como los «CERMI» autonómicos. Los primeros en crearse fueron CERMI Andalucía, Cataluña (conocido como COCARMI), Comunidad Valenciana y Castilla-La Mancha en 1998. Les siguieron CERMI Asturias, Canarias, Madrid, Galicia, Murcia y Castilla y León en 1999, Aragón y Extremadura en 2000, Cantabria, Melilla, Navarra y Ceuta en 2001, País Vasco en 2002, La Rioja en 2003 e Islas Baleares en 2011.

## Trayectoria e incidencia política
El CERMI funciona como una plataforma unitaria en la acción política y la influencia en los procesos de toma de decisiones, algo que le permite el hecho de no depender de la financiación pública para sus actividades, como sí les sucede a las entidades que forman parte del mismo. Por esta razón, ha podido preservar su neutralidad e independencia con respecto a los poderes públicos y realizar una labor de negociación de políticas, desarrollo normativo e incidencia.
Algunos hitos logrados por el CERMI son la aprobación por parte del Gobierno del I Plan de Empleo para personas con discapacidad en 1997, la creación en el Congreso de los Diputados de una Subcomisión para el estudio de la discapacidad en 2002, la aprobación de la LIONDAU en 2003, la Ley de Promoción de la Autonomía Personal y la Atención a las Personas en Situación de Dependencia en 2006, el reconocimiento del estatus de la lengua de signos en España en 2007 o la realización de la encuesta EDAD en 2008. Su posición a favor de cumplir el mandato de Naciones Unidas de garantizar la educación inclusiva en todos los niveles educativos en España sirvió de apoyo al gobierno para incluir en la LOMLOE de 2020 el proyecto de desarrollar gradualmente la educación inclusiva en España.
En 2016, la Comisión Nacional de los Mercados y la Competencia (CNMC) incluyó al CERMI en su listado de grupos de interés o lobbies, dentro de la categoría Fundaciones y ONG.

## Premios CERMI.es
Anualmente, y desde 2002, el CERMI convoca unos premios que concede con el fin de reconocer el trabajo en favor de las personas con discapacidad y sus familias.